# Bezant

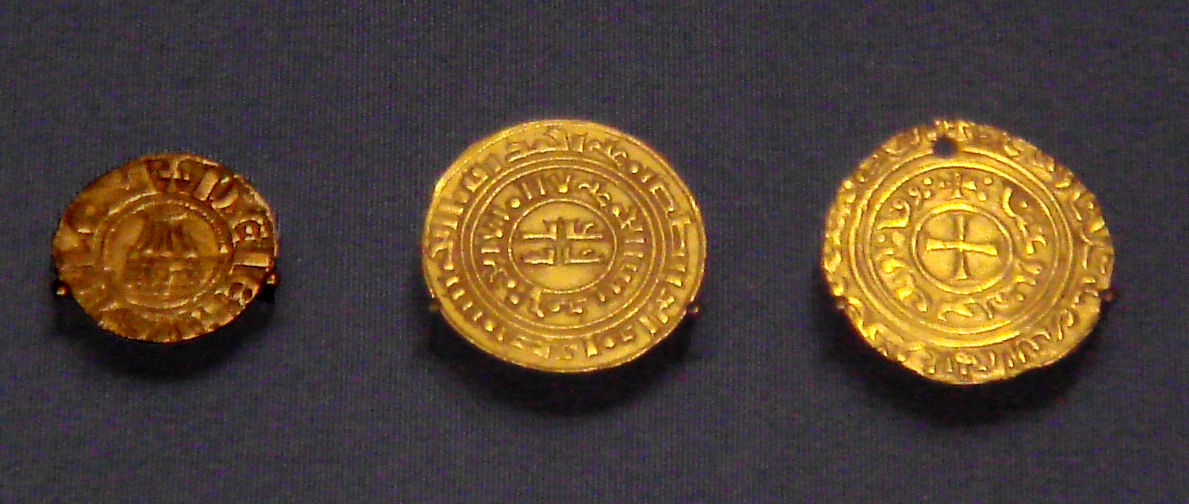
Một đồng tiền của Vương quốc Jerusalem: Đồng denier Pháp trong phong cách Tây Âu với hình Nhà thờ Sepulchre (1162-75); Đồng bezant vàng khắc Kufi (thư pháp Ả Rập) (1140-80); Đồng Bezant với hình tượng thiên chúa (Thập niên 1250).

Bezant là một thuật ngữ thời trung cổ cho một đồng tiền vàng có xuất xứ từ Đế chế Byzantine. Thuật ngữ này bắt nguồn từ tên gọi trong tiếng Hy Lạp Βυζάντιον (Byzántion), của một thành phố tương đối nhỏ mà vào thế kỷ thứ 4 CN đã được tái thành lập thành thành phố Constantinopolis (tức Istanbul ngày nay) bởi Hoàng đế La Mã Constantinus Đại đế và trở thành thủ đô của Đế quốc Đông La Mã. Tiền tệ chính thức của Đế quốc Đông La Mã là solidi, được sử dụng từ thời của Constantinus.